# Cumberland (Maryland)
Cumberland – miasto w stanie Maryland, w Stanach Zjednoczonych, siedziba administracyjna hrabstwa Allegany. Według spisu w 2020 roku liczy 19,1 tys. mieszkańców. 
Obszar metropolitalny Cumberland rozlewa się na Wirginię Zachodnią i obejmuje 94,6 tys. mieszkańców (2021), w tym 87,6% populacji stanowią białe społeczności nielatynoskie. 

## Miasta partnerskie
- Tapa, Estonia